# J-League de 2003
A J-League de 2003 foi a 11º edição da liga de futebol japonesa profissional J-League. Foi iniciada em março e com término em novembro de 2003.
O campeonato teve 16 clubes. O Yokohama F. Marinos foi o campeão, sendo o vice Júbilo Iwata.

## Artilheiros
| Ranking | Jogador        | Clube                | Gols |
| ------- | -------------- | -------------------- | ---- |
| 1       | Ueslei         | Nagoya Grampus Eight | 22   |
| 2       | Rodrigo Gral   | Júbilo Iwata         | 21   |
| 3       | Emerson        | Urawa Red Diamonds   | 18   |
| 4       | Choi Yong-Soo  | JEF United Ichihara  | 17   |
| 5       | Tatsuhiko Kubo | Yokohama F. Marinos  | 16   |
| 5       | Yoshito Ōkubo  | Cerezo Osaka         | 16   |
| 7       | Magrão         | Gamba Osaka          | 15   |
| 8       | Patrick Mboma  | Tokyo Verdy 1969     | 13   |
| 8       | Oséas          | Vissel Kobe          | 13   |
| 10      | Ahn Jung Hwan  | Shimizu S-Pulse      | 11   |
| 10      | Keiji Tamada   | Kashiwa Reysol       | 11   |
| 10      | Tatsuya Tanaka | Urawa Red Diamonds   | 11   |